# Breguet 17
Breguet 17 byl dvouplošný stíhací letoun s dvoučlennou osádkou vzniklý ve Francii koncem první světové války, a užívaný jejím letectvem počátkem 20. let 20. století.

## Vznik a vývoj
Konstrukce Breguetu 17 byla odvozená z Breguetova velmi úspěšného bombardéru Breguet 14, ale poněkud zmenšených rozměrů, s výkonnějším motorem a silnější kulometnou výzbrojí namísto nákladu pum. Francouzská armáda v roce 1918 zadala zakázku na výrobu 1000 kusů, s dodávkami plánovanými na rok 1919.  
Uzavření příměří v Compiègne vedlo k zrušení těchto plánů, ale do počátku 20. let probíhala sériová výroba menšího rozsahu.

## Operační nasazení
Typ byl pod označením Bre.17 C.2 zařazen do výzbroje několika letek, u nichž doplňoval jejich základní výzbroj, ale u žádné jednotky nikdy netvořil její výhradní výzbroj.
Jeden kus byl přestavěn na prototyp noční stíhačky, ale tato varianta nebyla sériově vyráběna.
V 20. letech několik exemplářů podniklo rekordní lety, například dálkový přelet z Paříže do Stockholmu v trvání 8 hodin a 15 minut, nebo výstup do výše 5 516 m se zátěží 500 kg, uskutečněný poručíkem Benoitem 12. února 1923.

## Varianty
Bre.17 C.2
základní sériová varianta
Bre.17 Cn.2
prototyp noční stíhačky

## Uživatelé
- Francouzská republika
  - Aéronautique militaire

## Specifikace (Bre.17 C.2)
Údaje podle publikace French Aircraft of the First World War

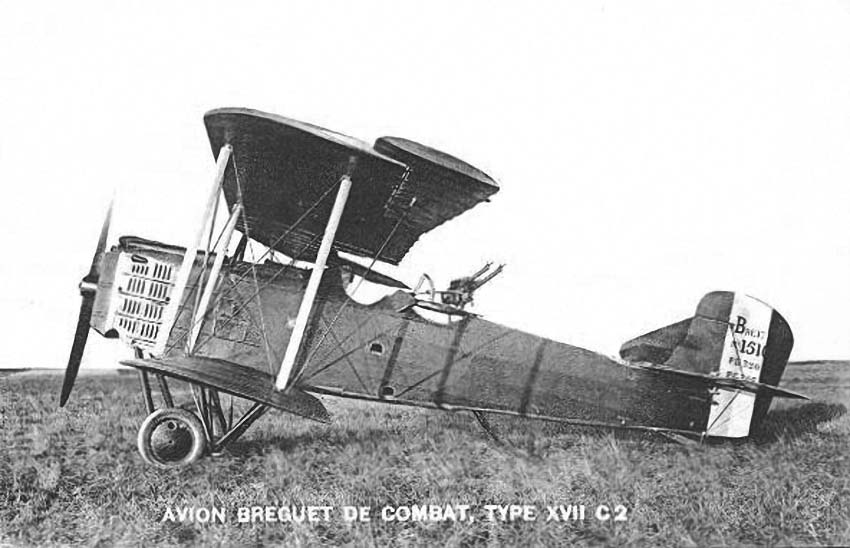
Breguet 17

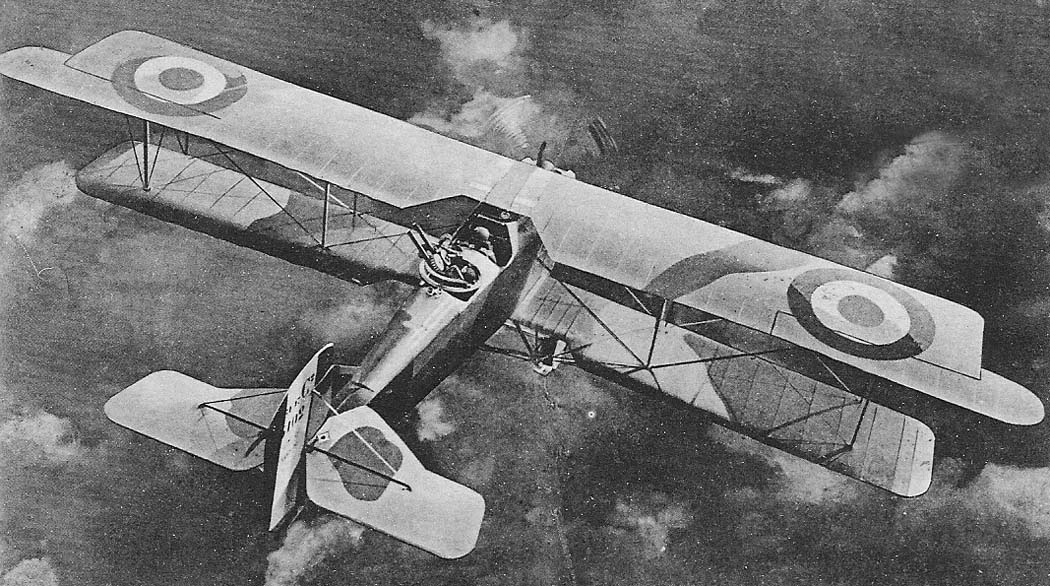
Breguet 17

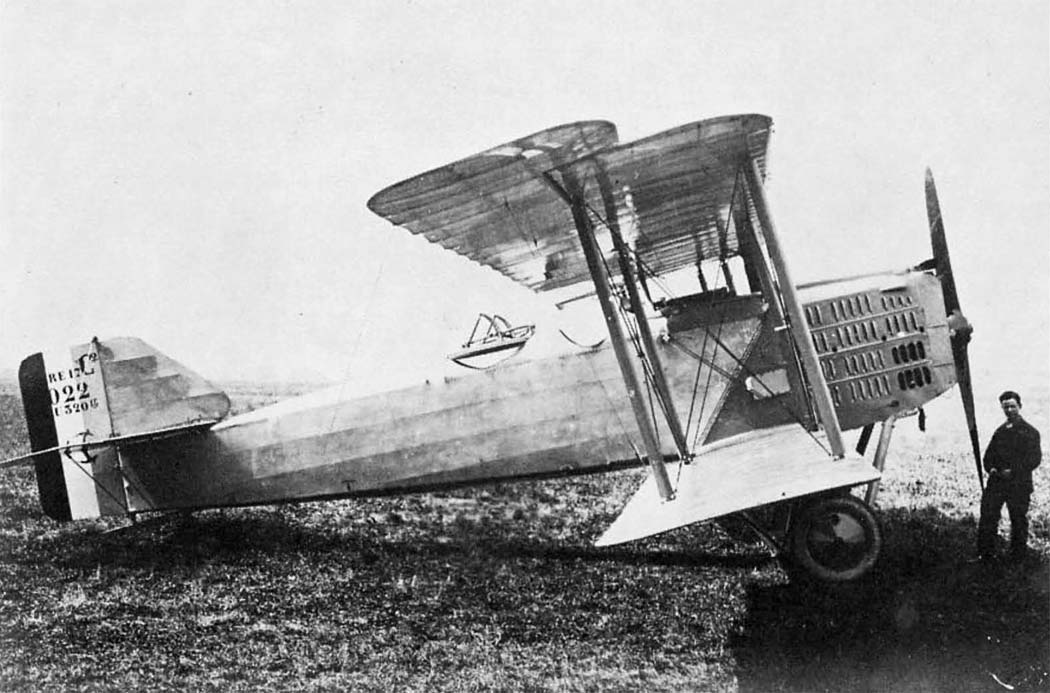
Breguet 17

### Technické údaje
- Posádka: 2 (pilot a střelec)
- Délka: 8,1 m
- Rozpětí:
  - Horní křídlo: 14,28 m
  - Dolní křídlo: 12,56 m
- Výška: 3,42 m
- Nosná plocha: 45,3 m²
- Prázdná hmotnost:
- Vzletová hmotnost: 1 840 kg
- Pohonná jednotka: 1 × dvanáctiválcový vidlicový motor Renault 12K1
- Výkon pohonné jednotky:  450 hp (335,5 kW)

### Výkony
- Maximální rychlost: 218 km/h  ve výši 2000 m
- Dolet: 900 km
- Dostup: 7 500 m
- Výstup do 2 000 m: 5 minut a 45 sekund
- Výstup do 4 000 m: 14 minut

### Výzbroj
- 2 × synchronizovaný kulomet Vickers ráže 7,7 mm
- 2 × pohyblivý kulomet Lewis ráže 7,7 mm
- 1 × pohyblivý kulomet Lewis v břišním střelišti

### Související vývojové typy
- Breguet 14
- Breguet 16

### Letadla podobné koncepce a určení
- Bristol F.2 Fighter
- Hanriot HD.3